# Peltops
Peltops és un gènere d'ocells de la família dels artàmids (Artamidae), si bé altres autors l'inclouen als cractícids (Cracticidae). Conté dues espècies endèmiques de l'illa de Nova Guinea.

## Descripció
Els Peltops són més petits que els Strepera i tenen un bec una mica menys voluminós però encara gros. El peltop muntanyenc és l'espècie més grossa, amb 20 cm, mentre que el peltop de plana és lleugerament més petit entre 18 i 19 cm. El bec aguilenc és de la mateixa mida en ambdues espècies, el que el fa proporcionalment més gros pel peltop de plana.

## Distribució i hàbitat
Ambdues espècies ocupen la selva tropical de Nova Guinea, però estan separades per altitud. Els peltops de plana oscil·len per l'illa des del nivell del mar fins als 600 m, mentre que els peltops muntanyencs oscil·len entre els 600 i els 3.000 m. Dins del bosc són particularment comuns en les clarianes i vores del bosc, zones d'arbres caiguts, vores de rius i altres zones alterades, incloses clarianes modificades per l'home com carreteres i jardins. En els boscos verges no alterats, poden utilitzar grans arbres que emergeixen de la copa i per sobre.

## Taxonomia
El gènere Peltops va ser introduït pel zoòleg alemany Johann Georg Wagler el 1829. L'espècie tipus és el peltops de plana.
El nom prové del grec antic pelte que significa petit escut i ops que significa cara.
El gènere es va col·locar una vegada amb els monàrquids, però els estudis moleculars i morfomètrics el situen més a prop dels ocells carnissers, possiblement com un tàxon germà d'aquest grup. El gènere es troba en la seva pròpia subfamília, Peltopsinae.
Segons la Classificació del Congrés Ornitològic Internacional (versió 15.1, 2025) aquest gènere està format per dues espècies:
- Peltops blainvillii - peltop de plana.
- Peltops montanus - peltop muntanyenc.